# Киль, Андерс
Андерс Киль (швед. Anders Kihl, род. 5 ноября 1943) — полковник 1-го класса (бригадир) Сухопутных войск Швеции.

## Биография
Окончил Военную академию Карлберг в 1967 году и был направлен в шведскую армию в звании фенрика. В 1972 году был произведён в капитаны Норрландского драгунского полка. В 1978 году произведён в майоры и назначен начальником отдела штаба армии Швеции. В 1983—1984 годах — участник заграничной миссии под покровительством ООН. В 1984 году произведён в подполковники, в 1986—1987 годах — начальник курса колледжа штаба Вооружённых сил. В 1987—1989 годах — начальник школы парашютно-десантных войск, в 1991—1993 годах — начальник Северной военной школы. В 1993 году произведён в полковники 1-го класса, в 1993—1999 годах — командир Вестерботтенского полка, в 1994—1999 годах — командир Вестерботтенского оборонительного района.